# Табани
Табани́ — национальное удмуртское блюдо. Представляют из себя пышные оладьи из кислого дрожжевого теста, выпекаемые различной формы: круглыми на всю сковороду или маленькими лепёшками.

## Рецептура
В подогретое молоко добавляются дрожжи, соль, иногда сахар, а также мука — пшеничная, гречневая, овсяная или гороховая. Замешивается жидкое тесто и ставится в тёплое место для подъёма. Во время брожения тесто несколько раз обминается. Выпекаются табани, как правило, в русской печи, на сковороде, смазанной жиром или маслом, до бледно-золотистого цвета.
У удмуртов табани подаются, как правило, на завтрак, поэтому тесто ставится обычно с вечера.

## Подача к столу
Традиционно к столу табани подаются с зыретами — холодными жидкими соусами из молока и яиц. В настоящее время также распространена подача со сметаной, маслом, вареньем или повидлом.